# Рефухио (округ)
Округ Рефухио (англ. Refugio county) — округ штата Техас Соединённых Штатов Америки. На 2000 год в нем проживало 7828 человек. По оценке бюро переписи населения США в 2009 году население округа составляло 7225 человек. Окружным центром является город Рефухио.

## История
Округ Рефухио был одним из первоначальных округов Республики Техас, когда она провозгласила независимость от Мексики в 1836 году. Он был назван в честь миссии Нуэстра-Сеньора-дель-Рефухио, располагавшейся недалеко от будущего округа.

## География
По данным бюро переписи населения США площадь округа Рефухио составляет 2120 км², из которых 1995 км² — суша, а 125 км² — водная поверхность (5,95 %).

### Основные шоссе
- Шоссе 77
- Шоссе 183
- Автострада 35
- Автострада 239

### Соседние округа
- Виктория  (север)
- Калхун  (северо-восток)
- Арансас  (юго-восток)
- Сан-Патришио  (юг)
- Би  (запад)
- Голиад  (северо-запад)